# Игнатов, Артур Юрьевич
Арту́р Ю́рьевич Игна́тов (6 декабря 1971, Москва, СССР — 25 августа 2004, Москва, Россия) — советский и российский танцор брейк-данса, рэп-исполнитель, педагог-хореограф. Участник брейк-данс-команд «Зеркало» (1986—1987), «Меркурий» (1988—1991) и «Театр Квасса» (1995—2004), солист и автор текстов рэп-группы D.M.J. (1989—1994, 1998—2004). Чемпион СССР по брейк-дансу в стиле «электрик-буги» (1988).

## Биография
Артур Игнатов родился 6 декабря 1971 года в Москве. В 1985 году увлёкся брейк-дансом после просмотра видеокассет с американскими фильмами 1984 года «Брейк-данс», «Брейк-данс 2», «Beat This: A Hip-Hop History», «Бит-стрит», «Break it» и «Body Rock».
Осенью 1985 года Игнатов стал обучаться верхнему стилю «электрик-буги» у брейкеров танцевальной студии «Зеркало» под руководством Андрея Скаржинского в Доме культуры имени Парижской Коммуны. Вместе с Ильёй Грылёвым («Пинчер») образовал дуэт «Зеркало». Помимо этого Игнатов с двенадцати лет занимался йогой, хорошо владел своим телом, а также учился на «Преображенке» (Преображенская площадь) с Павлом «Мутабором» Галкиным.
Весной 1988 года выступил на соревнованиях по брейк-дансу в московском ДК «Каучук», где получил приз зрительских симпатий. Там же Игнатов познакомился с Игорем Захаровым и Олегом Смолиным, которые пригласили его стать третьим участником брейк-данс-трио «Меркурий» вместо ушедшего на год в армию Константина Михайлова. Первое выступление Игнатова в составе «Меркурия» состоялось на Всесоюзном брейк-данс-фестивале Papuga '88 (Паланга, Литва) в июле 1988 года, где он занял первое место в стиле «электрик-буги».
26 декабря 1988 года группа «Меркурий» заняла первое место в стиле «электрик-буги» на донецком межгородском фестивале Break Dance '88. В 1989 году Игнатов участвовал в фестивалях Papuga '89 (Паланга, Литва, 6-12 августа), «Колобок '89» (Горький, 2-5 ноября), а в 1990 — «Колобок '90» (Горький, ноябрь).
В феврале 1988 года Игнатов вместе с Алексеем Герулайтисом снялся в фильме «Публикация», показав верхний брейк на танцполе в молодёжном кафе-клубе «У фонтана». Осенью 1988 года Артур Игнатов вместе с Игорем Захаровым, Анри Арутюняном и группой «Магический круг» снялся в фильме-концерте «Гремучая дюжина», где чечёточники соревновались с танцорами брейк-данса. По словам композитора фильма Сергея Миклашевского, материал был снят за два-три дня, а для создания музыки для танцев использовалась ритм-машина Casio RZ-1.
Осенью 1989 года коллектив «Меркурий» преобразовался в рэп-группу D.M.J. («Ди-Меркурий-Джей»), название которой произошло от слияния слов «Меркурий» и DJ. Основной костяк команды составляли Захаров, Игнатов и «Мутабор». Музыкой в группе занимались Захаров и Мутабор, а тексты писали Игнатов и Захаров. Вокальные партии в форме речитатива исполняли все трое. В качестве аналога были взяты американские рэп-группы Beastie Boys и DJ Jazzy Jeff & the Fresh Prince. Для записи первых песен на студии «Рекорд» Игнатов занял большую сумму денег у своего отца. В том же году были записаны три песни: «Безумная тусовка» (музыка: Мутабор), «Бьёт 12-й час» (музыка: Захаров), «Уличные звёзды» (музыка: Захаров). В 1990 году группой D.M.J. была записана ещё одна песня — «Кидай монету!» (музыка: Захаров), в записи которой принял участие танцор «Меркурия» Николай Андреев. Мутабор вскоре покинул группу, занялся записью сольного альбома, и вошёл в состав рэп-группы «Мальчишник». В 2016 году ранние записи группы стали доступны для бесплатного цифрового скачивания на сайте UGW, а в 2022 году — выпущены на компакт-дисках.
В 1992 году Артур Игнатов пришёл с материалом к директору отдела артистов Gala Records, Сергею Кузнецову, и заключил с ним контракт на пять лет. После подписания контракта в группе остались Артур Игнатов (стиль «электрик-буги»), Игорь Захаров (стиль «робот») и три танцора: Дмитрий Морозкин («Краб») (стиль «брейкинг»), Илья Грылёв («Пинчер») (стиль «поп-локинг») и Роман Козлов («Резиновый») (стиль «поп-локинг»). С января 1992 года по март 1993 года группа D.M.J. записала в московской студии «Гала» дебютный альбом. Тексты для альбома написали Игнатов и Захаров. Фирма грамзаписи Gala Records выпустила альбом под названием Rap Power of D.M.J. совместно с альбомом Лики М.С. «Рэп» на аудиокассетах и бобинах в апреле 1993 года. Осенью 1993 года альбом был выпущен на компакт-дисках под названием «Этот мир — мой!». В поддержку выхода альбома был снят видеоклип на песню «Последнее слово» и показан в передаче «Виниловые джунгли» на телеканале «РТР», а хип-хаус-композиция «Люблю…» получила ротацию в передаче «Танцевальная академия» на радио «Максимум». В 1994 году проект D.M.J. был закрыт из-за отсутствия финансирования.
В 1993 году Игнатов окончил балетмейстерский факультет Российской академии театрального искусства (ГИТИС) по специальности «педагог-хореограф» (педагог хореографии сценического движения и пластики актёра).
9 июня 1994 года Захаров и Игнатов выступили в качестве танцоров брейк-данса на соревнованиях би-боев B.Boys Party в московском ночном клубе «Пилот». 23 марта 1995 года Игнатов и «Резиновый» приняли участие в соревнованиях би-боев B. Boys Party '95 в ночном клубе «Пилот», а Захаров выступил там же в качестве жюри.
В 1995 году Артур Игнатов вместе с Игорем Захаровым, Дмитрием Морозкиным и Романом Козловым основал танцевально-драматический проект «Театр Квасса», в рамках которого создавал моментальные миниатюры путём импровизации. Выступления проходили в клубе «Аэроданс», куда они были приглашены бывшим арбатским брейкером Тимуром Мамедовым. Свою известность «Театр Квасса» приобрёл после культового юмористического шоу «Сериал главного профессора», где великий учёный сначала изобрёл машину времени и исправлял её последствия, а затем ракету, которую похитил шпион. Затем было поставлено шоу «Чёрный квадрат Малевича, или Голубая серия Пикассо».
28 декабря 1997 года Игнатов и Захаров приняли участие в качестве жюри в ежегодном международном фестивале рэп-музыки Rap Music, который прошёл в московском Дворце спорта «Крылья Советов».
В 1998 году Артур Игнатов, Игорь Захаров, Дмитрий Морозкин и Роман Козлов возродили проект D.M.J., совместив его с «Театром Квасса». Таким образом был создан танцевальный рэп-проект D.M.J.K., где буква K — это Квас: Ди-Меркурий-Джей-Квас. Выступления команды проходили в ночных клубах в сфере транс-техно-мероприятий. Как утверждал Игнатов, все участники коллектива придерживались буддизма, поэтому во время выступлений они использовали мантры и нетрадиционные инструменты, имеющие отношение к этой религии. По словам Захарова, проект представляет из себя спектакль, в котором они танцуют в светящихся флуоресцентных костюмах и исполняют рэп под музыку в жанре транс в сопровождении диджея.
В конце 1990-х годов Игнатов создал танцевальную студию, где преподавал брейк-данс и современные направления хореографии на базе международного центра современного искусства Wortex. 6 мая 2001 года Игнатов рассказал о стилях верхнего брейк-данса (электрик-буги, робот и кинг-тат) для сайта DJSound.ru (ныне — DJ.ru). Через год рассказал о новом транс-стиле «Psy-Trance».
25 августа 2004 года Игнатов умер в результате несчастного случая.
В 2015 году Игорь Захаров выложил на сайте MySpace для бесплатного цифрового скачивания второй альбом группы D.M.J. под названием «Танец Вселенной», состоящий из 10 треков и записанный на домашней студии Захарова в период с 1998 по 2004 год. В 2022 году альбом был впервые выпущен на компакт-дисках.

## Критика
В феврале 1989 года редактор ростовской газеты «Комсомолец», Сергей Агафонов, назвал танцевальное трио «Меркурий» единственным коллективом в СССР, представляющим профессиональный брейк-данс. Агафонов добавил, что группа стала чемпионом страны прошлого года по верхнему брейк-дансу.
В 1994 году редактор журнала «Музыкальный Олимп» Андрей Мельников представил рэп-группу D.M.J. (во главе с Игорем Захаровым и Артуром Игнатовым) как «основателей стиля рэп в России», упомянув при этом в ходе интервью, что рэп — это «стиль негритянских подростков, не характерный для европейца».

### Наследие и влияние
В феврале 1997 года рижский граффити-художник Крыс упомянул в интервью для журнала «Птюч», что Артур Игнатов и «Дельфин» исполнили «первые рэповые речитативы» на фестивале Papuga '89 в Паланге в августе 1989 года.
В 1998 году журнал «RAPпресс» назвал участников группы D.M.J. «одними из лучших танцоров России» и «одними из старейших рэперов страны».
В 2002 году журнал 100 % назвал участников группы «Меркурий» чемпионами по брейк-дансу в стиле «робот» и «электрик-буги» в Советском Союзе, которые выступали на всех брейк-фестивалях и занимали призовые места.
В 2003 году журнал «Афиша» назвал D.M.J. первой рэп-группой, собранной брейкерами в конце 80-х.
В 2004 году Артур Игнатов был упомянут как «танцор старой школы» и «самый яркий и известный член команды Меркурий» в статье про историю российского брейк-данса от школы брейк-данса «Волнорез».
В 2006 году вышел документальный фильм «История Bad B. Часть 2», в который вошло старое интервью Артура Игнатова от 2000 года.
В 2007 году главный редактор портала Rap.ru, Андрей Никитин, поместил альбом группы D.M.J. «Этот мир — мой!» (1993) в список главных альбомов русского рэпа.
В 2009 году была выпущена книга Рутра Вотанги (Рома Рыжий/Ян Эсташин) «Зарисовки к техномодерну», посвящённая памяти Артура Игнатова. В качестве приложения к книге был выпущен DVD9-диск с видеопрограммой «Артур Игнатов — Зарисовки к техномодерну» и два компакт-диска с диджейскими миксами проекта «Стерео-8». Игнатов был представлен в этом проекте как основатель нового танцевального стиля «техномодерн».
В 2014 году песня «Три буквы» группы D.M.J. была отобрана Михаилом Бастером для мультимедийного переиздания книги «Хулиганы-80» для iPad.
В 2015 году брейкер Мила Максимова в книге Миши Бастера «Ньювейв» отнесла Артура Игнатова к числу звёзд брейк-данса конца 1980-х годов.
В 2015 году российский портал The Flow в рамках проекта «Beats&Vibes: 50 главных событий в русском рэпе» представил две самые узнаваемые композиции группы D.M.J.: «Последнее слово» и «Ты виноват».
В 2016 году сайт «Звуки.ру» поместил песню «Последнее слово» группы D.M.J. в плейлист об истории русского рэпа.
В 2017 году интернет-издание Lenta.ru поместило песню «Эй, девочка» группы D.M.J., текст к которой написал Артур Игнатов, в статью о первых советских рэперах, добавив, что в этом треке «рэперы учат слушателей мастерству пикапа».
В 2017 году Артур Игнатов был упомянут в документальном фильме «История брейк-данса на Арбате» как участник легендарного коллектива «Меркурий» и создатель первого в Москве рэп-проекта D.M.J..
В 2017 году Артур Игнатов был упомянут в «Некрологе брейкеров бывшего СССР за 30 лет (1986—2016)», составленным Еленой Матьяновой (Мотя из B.People).
В 2019 году в ходе опроса 74-х танцоров уличных стилей, проведённого Еленой Матьяновой (Мотя из B.People), Артур Игнатов получил 23 голоса и занял первое место в «Народном рейтинге брейкеров СССР 80х. Топ 56 советских верховиков».
15 января 2022 года радиоведущий Константин Михайлов упомянул в интервью программы «The city. Говорим» телеканала «Москва 24» о том, что Артур Игнатов стал исполнять рэп гораздо раньше известных рэперов.

## Дискография
Студийные альбомы D.M.J.
- 1993 — Этот мир — мой!
- 2015 — Танец Вселенной (1998—2004) (издано на CD в 2022 году)

Компиляции D.M.J.
- 1993 — Рэп / Rap Power of D.M.J. (Лика M.C. / D.M.J.)
- 2016 — Меркурий (1989—1994) (издано на CD в 2022 году)

## Фильмография
- 1989 — Публикация
- 1989 — Гремучая дюжина

## Награды
- В июле 1988 года Артур Игнатов занял первое место в стиле «электрик-буги» на Всесоюзном брейк-данс-фестивале Papuga '88 (Паланга, Литва)[18].
- 26 декабря 1988 года Артур Игнатов в составе группы «Меркурий» занял первое место в стиле «электрик-буги» на донецком межгородском фестивале Break Dance '88[19].
- Осенью 1991 года Артур Игнатов в составе группы «Меркурий» занял второе место в танцевальном конкурсе телепередачи «Утренняя звезда»[1][9][14].
- 31 октября 1998 года Артур Игнатов получил титул «Мастер Electric Boogie» в номинации «B-Boys» на российской церемонии вручения премий за достижения в области хип-хоп-культуры «Голос улиц», прошедшей в Московском дворце молодёжи. Награду ему вручил бывший брейкер, а ныне радиоведущий Александр Нуждин[60].